# Tour de Normandie femminile 2023
Il Tour de Normandie femminile 2023, prima edizione della corsa e valevole come prova del Calendario internazionale femminile UCI 2023 categoria 2.1, si svolse in tre tappe dal 17 al 19 marzo 2023 su un percorso di 356 km, con partenza da Argentan e arrivo a Caen, in Francia. La vittoria fu appannaggio della francese Cédrine Kerbaol, che completò il percorso in 9h08'33", alla media di 39,008 km/h, precedendo la connazionale Gladys Verhulst e l'italiana Martina Alzini.
Sul traguardo di Caen 95 corritrici, su 129 partite da Argentan, portarono a termine la competizione.

## Tappe
| Tappa  | Data     | Percorso                      | km  | Vincitore di tappa | Leader cl. generale |
| ------ | -------- | ----------------------------- | --- | ------------------ | ------------------- |
| 1ª     | 17 marzo | Argentan > Bagnoles-de-l'Orne | 139 | Gladys Verhulst    | Gladys Verhulst     |
| 2ª     | 18 marzo | La Haye > Flamanville         | 103 | Cédrine Kerbaol    | Cédrine Kerbaol     |
| 3ª     | 19 marzo | Saint-Pierre-en-Auge > Caen   | 114 | Shari Bossuyt      | Cédrine Kerbaol     |
| Totale | Totale   | Totale                        | 356 |                    |                     |

## Squadre partecipanti
| N.      | Cod. | Squadra                        |
| ------- | ---- | ------------------------------ |
| 1-6     | ZAF  | Zaaf Cycling Team              |
| 11-16   | FSF  | FDJ-Suez                       |
| 21-26   | TIB  | EF Education-Tibco-SVB         |
| 31-36   | HPW  | Human Powered Health           |
| 41-46   | UDT  | UAE Development Team           |
| 51-56   | WNT  | Ceratizit-WNT Pro Cycling Team |
| 61-66   | CSR  | Canyon-SRAM Racing             |
| 71-76   | PHV  | Parkhotel Valkenburg           |
| 81-86   | MAW  | MAT Atom Deweloper Wrocław     |
| 91-96   | AGN  | AG Insurance-NXTG U23          |
| 101-106 | HPU  | Team Coop-Hitec Products       |

| N.      | Cod. | Squadra                          |
| ------- | ---- | -------------------------------- |
| 111-116 | ARK  | Arkéa Pro Cycling Team           |
| 121-126 | AUB  | St Michel-Mavic-Auber 93         |
| 131-136 | COF  | Cofidis Women Team               |
| 141-145 | SRC  | Stade Rochelais Charent-Maritime |
| 151-156 | DNA  | DNA Pro Cycling                  |
| 161-166 | LDL  | Lotto Dstny Ladies               |
| 171-176 | LKF  | Laboral Kutxa-Fundación Euskadi  |
| 181-186 | GEK  | Grand Est-Komugi-La Fabrique     |
| 191-196 | DRP  | Lifeplus Wahoo                   |
| 201-205 | LUX  | Lussemburgo                      |
| 211-216 |      | Baloise-WB Ladies                |

## Dettagli delle tappe

### 1ª tappa
- 17 marzo: Argentan > Bagnoles-de-l'Orne - 139 km

Risultati
| Pos. | Corritrice        | Squadra     | Tempo    |
| ---- | ----------------- | ----------- | -------- |
| 1    | Gladys Verhulst   | FDJ         | 3h35'24" |
| 2    | Martina Alzini    | Cofidis     | s.t.     |
| 3    | Christine Majerus | Lussemburgo | s.t.     |

| Pos. | Corritrice      | Squadra | Tempo    |
| ---- | --------------- | ------- | -------- |
| 1    | Gladys Verhulst | FDJ     | 3h35'09" |
| 2    | Martina Alzini  | Cofidis | a 9"     |
| 3    | A. Cordon-Ragot | Zaaf    | a 10"    |

### 2ª tappa
- 18 marzo: La Haye > Flamanville - 103 km

Risultati
| Pos. | Corritrice        | Squadra     | Tempo    |
| ---- | ----------------- | ----------- | -------- |
| 1    | Cédrine Kerbaol   | Ceratizit   | 2h38'00" |
| 2    | A. Cordon-Ragot   | Zaaf        | a 8"     |
| 3    | Christine Majerus | Lussemburgo | s.t.     |

| Pos. | Corritrice      | Squadra   | Tempo    |
| ---- | --------------- | --------- | -------- |
| 1    | Cédrine Kerbaol | Ceratizit | 6h13'12" |
| 2    | Gladys Verhulst | FDJ       | a 4"     |
| 3    | A. Cordon-Ragot | Zaaf      | a 8"     |

### 3ª tappa
- 19 marzo: Saint-Pierre-en-Auge > Caen - 114 km

Risultati
| Pos. | Corritrice      | Squadra   | Tempo    |
| ---- | --------------- | --------- | -------- |
| 1    | Shari Bossuyt   | Canyon    | 2h55'21" |
| 2    | Martina Alzini  | Cofidis   | s.t.     |
| 3    | Roxane Fournier | St Michel | s.t.     |

| Pos. | Corritrice      | Squadra   | Tempo    |
| ---- | --------------- | --------- | -------- |
| 1    | Cédrine Kerbaol | Ceratizit | 9h08'33" |
| 2    | Gladys Verhulst | FDJ       | a 1"     |
| 3    | Martina Alzini  | Cofidis   | a 6"     |

## Evoluzione delle classifiche
| Tappa              | Vincitrice         | Classifica generale Maglia rosa | Classifica a punti Maglia verde | Classifica scalatrici Maglia azzurra | Classifica giovani Maglia bianca | Classifica a squadre           |
| ------------------ | ------------------ | ------------------------------- | ------------------------------- | ------------------------------------ | -------------------------------- | ------------------------------ |
| 1ª                 | Gladys Verhulst    | Gladys Verhulst                 | Gladys Verhulst                 | Nina Berton                          | Shari Bossuyt                    | FDJ-Suez                       |
| 2ª                 | Cédrine Kerbaol    | Cédrine Kerbaol                 | Gladys Verhulst                 | Nina Berton                          | Cédrine Kerbaol                  | Ceratizit-WNT Pro Cycling Team |
| 3ª                 | Shari Bossuyt      | Cédrine Kerbaol                 | Gladys Verhulst                 | Nina Berton                          | Cédrine Kerbaol                  | Ceratizit-WNT Pro Cycling Team |
| Classifiche finali | Classifiche finali | Cédrine Kerbaol                 | Gladys Verhulst                 | Nina Berton                          | Cédrine Kerbaol                  | Ceratizit-WNT Pro Cycling Team |

## Classifiche finali

### Classifica generale - Maglia rosa
| Pos. | Corritrice         | Squadra     | Tempo    |
| ---- | ------------------ | ----------- | -------- |
| 1    | Cédrine Kerbaol    | Ceratizit   | 9h08'33" |
| 2    | Gladys Verhulst    | FDJ         | a 1"     |
| 3    | Martina Alzini     | Cofidis     | a 6"     |
| 4    | A. Cordon-Ragot    | Zaaf        | a 8"     |
| 5    | Christine Majerus  | Lussemburgo | a 9"     |
| 6    | Shari Bossuyt      | Canyon      | a 10"    |
| 7    | Roxane Fournier    | St Michel   | a 14"    |
| 8    | Coralie Demay      | St Michel   | a 17"    |
| 9    | Noémie Abgrall     | Stade Roch. | s.t.     |
| 10   | Agnieszka Skalniak | Canyon      | a 18"    |

### Classifica a punti - Maglia verde
| Pos. | Corritrice        | Squadra     | Punti |
| ---- | ----------------- | ----------- | ----- |
| 1    | Gladys Verhulst   | FDJ         | 70    |
| 2    | Shari Bossuyt     | Canyon      | 46    |
| 3    | Martina Alzini    | Cofidis     | 44    |
| 4    | Christine Majerus | Lussemburgo | 38    |
| 5    | A. Cordon-Ragot   | Zaaf        | 36    |

### Classifica scalatrici - Maglia azzurra
| Pos. | Corritrice         | Squadra   | Punti |
| ---- | ------------------ | --------- | ----- |
| 1    | Nina Berton        | Ceratizit | 18    |
| 2    | Jade Wiel          | FDJ       | 10    |
| 3    | Neve Bradbury      | Canyon    | 7     |
| 4    | Megan Armitage     | Arkéa     | 7     |
| 5    | Agnieszka Skalniak | Canyon    | 6     |

### Classifica giovani - Maglia bianca
| Pos. | Corritrice       | Squadra     | Punti    |
| ---- | ---------------- | ----------- | -------- |
| 1    | Cédrine Kerbaol  | Ceratizit   | 9h08'33" |
| 2    | Shari Bossuyt    | Canyon      | a 10"    |
| 3    | Noémie Abgrall   | Stade Roch. | a 17"    |
| 4    | D. Włodarczyk    | MAT         | a 19"    |
| 5    | Kristýna Burlová | Lotto       | a 20"    |

### Classifica a squadre
| Pos. | Squadra                    | Tempo     |
| ---- | -------------------------- | --------- |
| 1    | Ceratizit-WNT Pro Cycling  | 27h26'31" |
| 2    | FDJ-Suez                   | a 8"      |
| 3    | MAT Atom Deweloper Wrocław | s.t.      |
| 4    | Cofidis Women Team         | s.t.      |
| 5    | Lifeplus Wahoo             | s.t.      |